# Epascestria pustulalis
Epascestria pustulalis là một loài bướm đêm trong họ Crambidae.

## Hình ảnh

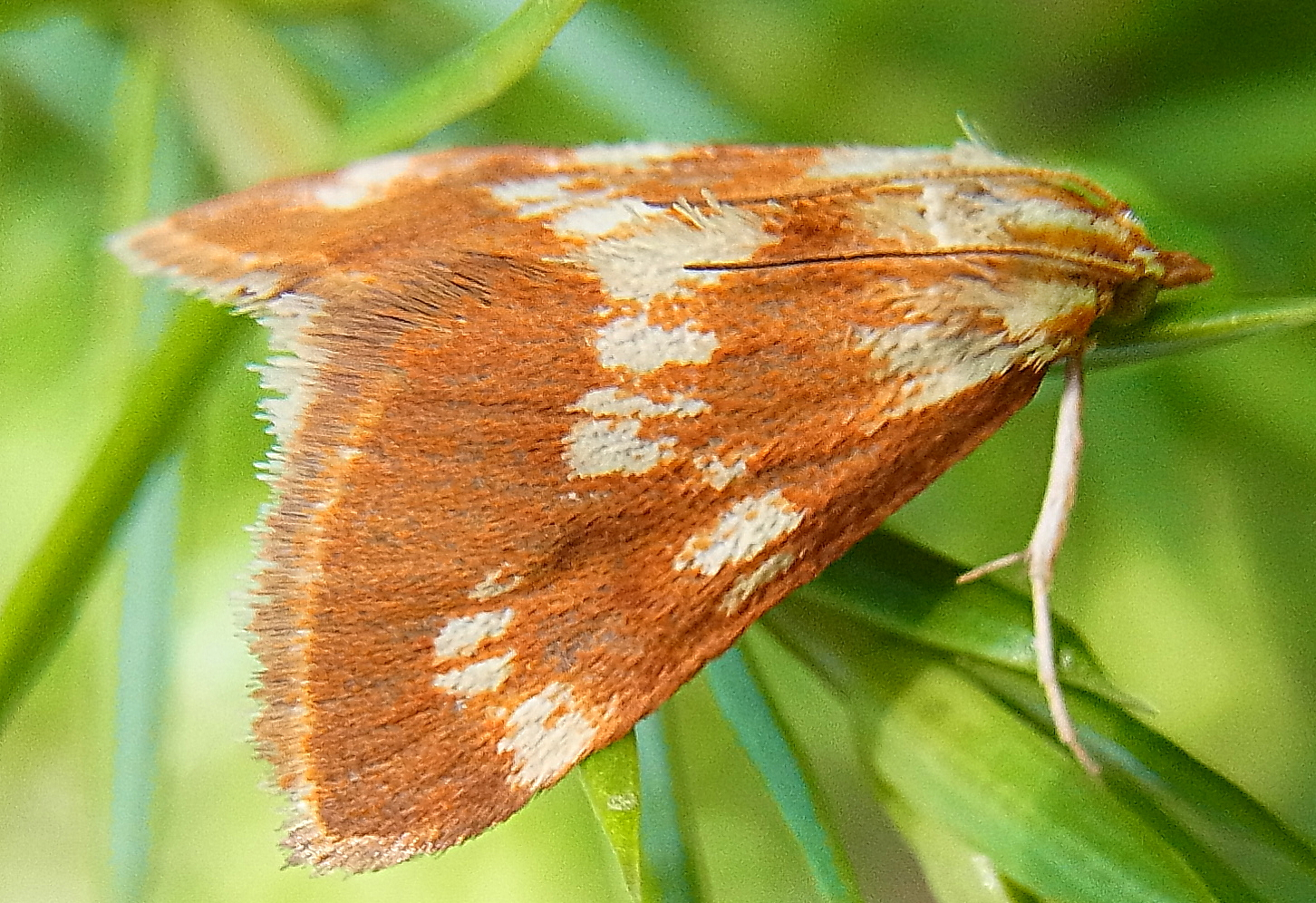
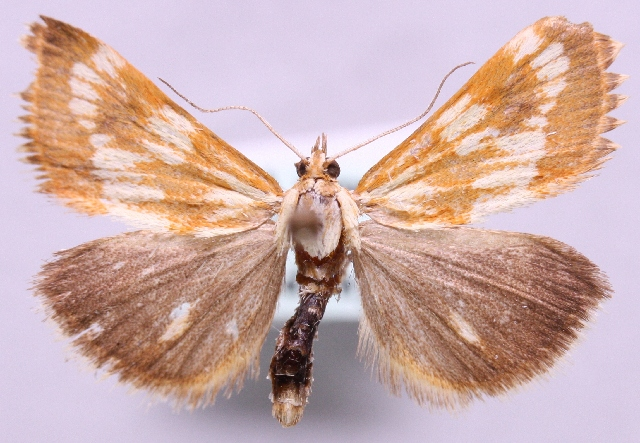